# Ribeirão Teixeiras
O ribeirão Teixeiras é curso de água do estado de Minas Gerais, Brasil. É um afluente da margem direita do rio Piranga e, portanto, um subafluente do rio Doce. Sua nascente localiza-se no município de Teixeiras, a uma altitude de 840 metros. Em seu percurso, atravessa a zona urbana do município de Teixeiras. Sua foz no rio Piranga localiza-se no município de Guaraciaba.